# Pertuzumab
Pertuzumab (2C4, prodajno ime Perjeta) monoklonalno antitelo je za tretman HER2-positivnog raka dojke. On se koristi u kombinaciji sa trastuzumabom i docetakselom. Ovaj lek je privi u klasi agenasa zvanih „HER dimerizacini inhibitori“. Vezivanjem za HER2, on inhibira dimerizaciju HER2 sa drugim HER receptorima, i smatra se da to dovodi do usporavanja rasta tumora. FDA je odobrila pertuzumab za lečenje HER2-pozitivnog metastatičkog raka dojke u junu 2012.

## Literatura
- Hardman JG, Limbird LE, Gilman AG (2001). Goodman & Gilman's The Pharmacological Basis of Therapeutics (10. изд.). New York: McGraw-Hill. ISBN 0071354697. doi:10.1036/0071422803.
- Thomas L. Lemke; David A. Williams, ур. (2007). Foye's Principles of Medicinal Chemistry (6. изд.). Baltimore: Lippincott Willams & Wilkins. ISBN 0781768799.

## Spoljašnje veze
|  | Molimo Vas, obratite pažnju na važno upozorenje u vezi sa temama iz oblasti medicine (zdravlja). |